# Carex limnogena
Carex limnogena là một loài thực vật có hoa trong họ Cói. Loài này được Appel mô tả khoa học đầu tiên năm 1892.